# 自由の女神像 (シアトル)
自由の女神像（じゆうのめがみぞう、英: Statue of Liberty）は、シアトルのアルカイ・ビーチ・パークにある自由の女神像のレプリカ。1952年にボーイスカウトアメリカ連盟によって寄贈・設置されたが、数々の破壊行為を受けて2007年に復旧が行われた。像の高さは7.5フィート (2.3 m)で、エリオット湾がある北に向いている。 

## 歴史

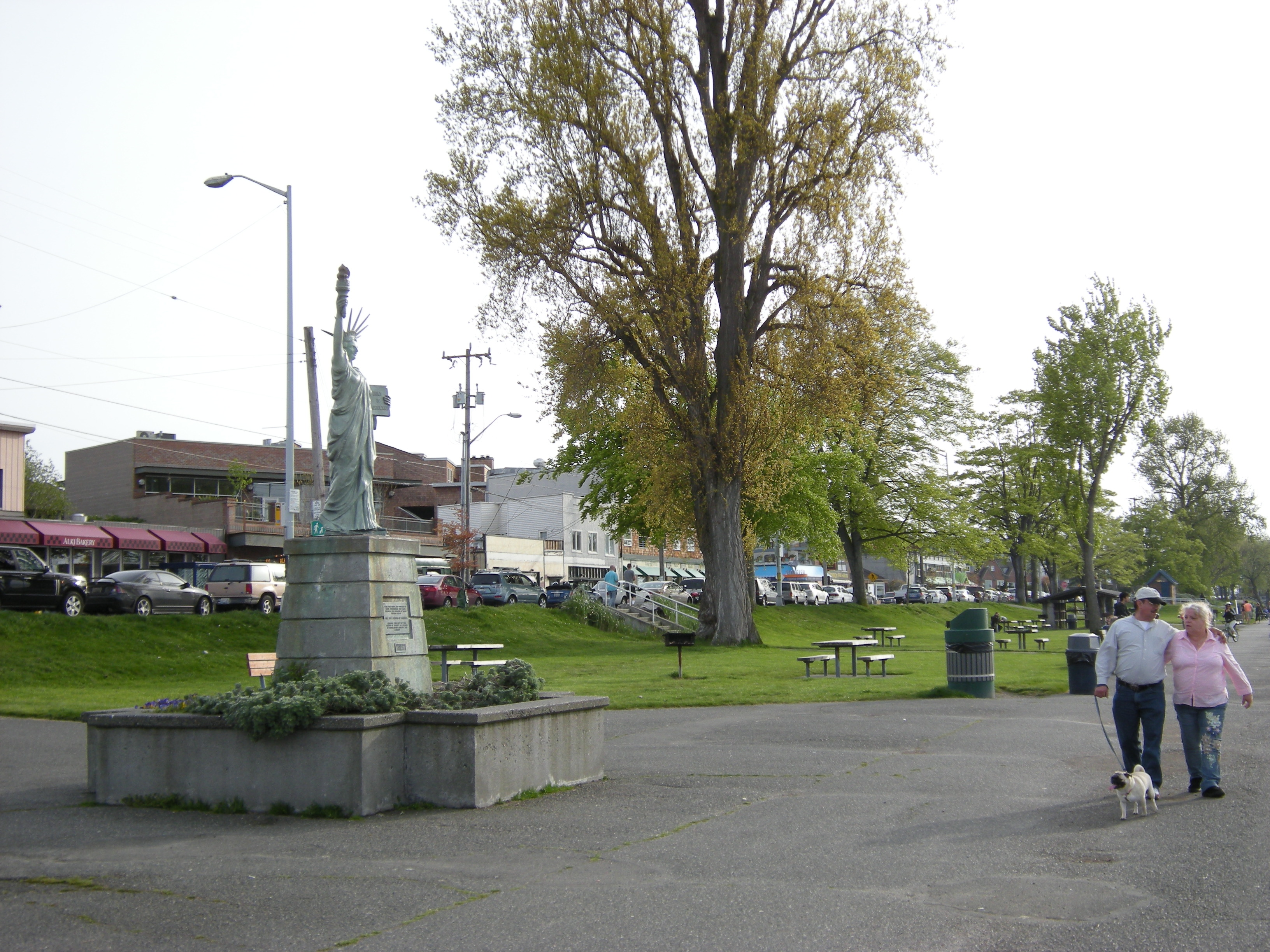
2005年撮影

1952年にボーイスカウトアメリカ連盟の創設40周年を記念して市に寄贈され、デニー・パーティ―到着地点の近くに設置された。
初代の像は銅板で作成された。繰り返しヴァンダリズムの的となり、1975年には全体が倒されたため、市の公園局が修復に必要な350ドルを担うこととなった。破壊行為で松明を持っている右腕が外れたことで、像の中に置いてあったミニチュア版が発見されたこともあった。2001年のアメリカ同時多発テロ事件の際は仮の記念碑となり、献花や星条旗が像の周りに捧げられた。また、2003年イラク攻撃やイラク戦争の際には、抗議運動の活動場所になることもあった。
2004年、北西芸術プログラムは像の復旧計画を発表し、募金活動を開始した。像の素材を青銅にし、色も青銅色にしようというもの。キャンペーン中に像の王冠が盗まれるという事態が発生したが、これによって市の近所課から15000ドルの補助金が支給された。像は2006年7月に取り外され、再鋳造のためタコマにある鋳造場へ輸送された。復旧計画は翌年に完了し、再鋳造された像は2007年9月11日に再設置された。2008年9月には、台座が4.5フィート (1.4 m)のものに取り換えられた。破壊行為の抑止も期待されている。